# Karawal Nagar

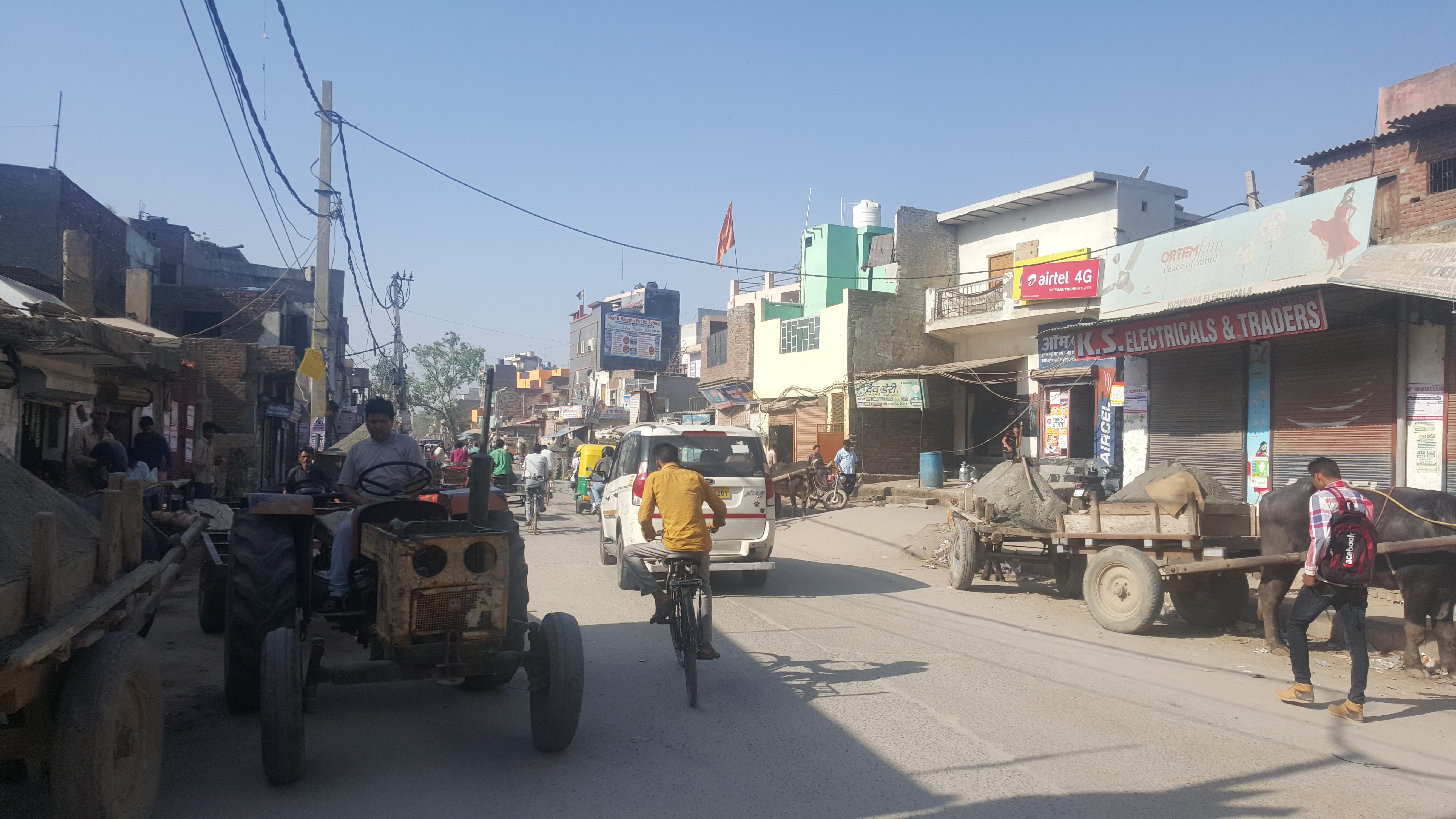
Karawal Nagar (2016)

Karawal Nagar ist eine Stadt im indischen Unionsterritorium Delhi. Karawal Nagar hat den Status einer Census Town. Die Stadt ist in 4 Wards gegliedert. Sie hatte am Stichtag der Volkszählung 2011 224.281 Einwohner, von denen 119.951 Männer und 104.330 Frauen waren. Hindus bilden mit einem Anteil von über 88 % die Mehrheit der Bevölkerung. Die Alphabetisierungsrate lag 2011 bei 84,01 % und damit deutlich über dem nationalen Durchschnitt.